# Mutantex
Mutantex fue una banda de punk colombiana formada en Medellín, aproximadamente en 1982. Integrada por Ramiro Meneses y Omar Alfonso Arroyave.
En la década de los 80 la banda logró un reducido pero importante reconocimiento en la escena subterránea de Medellín, y pese a su corta duración como grupo activo, se ha convertido en toda una agrupación de culto debido a la aparición de sus temas más importantes en la película Rodrigo D No Futuro donde también actúan sus dos miembros.

## Historia
La banda se formó en 1982 en el popular barrio Manrique de Medellín por dos compañeros de Colegio quienes con una batería abandonada por un grupo tropical y una vieja guitarra acústica dieron forma a la banda, antes de su bautizo definitivo, probó con nombres llamativos como Abortos, Fetos de Puta o Fornicar LTDA. También se llamaron "Entes" antes de elegir el nombre de Mutantex con "X" ya que eran toda una mutación De su corta vida se recuerdan pocos toques para pequeños grupos de amigos y uno grande en la iglesia del Barrio Buenos Aires que terminó en gresca y tres días en la cárcel.
Sus primeras publicaciones datan de 1986 año en el que participan del histórico primer compilado "PUNK MEDALLO VOL I - CON LAS UÑAS" donde se incluyen los temas "Estúpidas miradas" y "Tengo rabia (me voy a matar)" por este tiempo publican su primer álbum en casete con 9 temas titulado "Fetos Hijos Abortos De Puta" este en realidad corresponde a una cinta demo muy artesanal que incluye casi todo su repertorio (menos "Estúpidas miradas"). ambos trabajos son considerados a la fecha de culto en el circuito Punk de Medellín y Colombia.
En 1987 el dúo se separa de nuevo, pero retornaron para registrar de una forma más profesional las cuatro canciones que aparecieron en la banda sonora de la película Rodrigo D. No Futuro  “Ramera del barrio”, “Estúpidas miradas”, “No te desanimes, mátate” y su tema más reconocido “Sin reacción” versión castellanizada de My Way (Comme d'habitude), estas junto a los temas de otro puñado de bandas hicieron parte del vinilo original con la banda sonora de la película que logró una importante aceptación por la crítica especializada y que ha contado con un buen número de ediciones. En la película donde Ramiro es el protagonista (Rodrigo) también aparecería brevemente en algunas escenas Omar Alfonso dando vida a la banda interpretando Ramera de Barrio.
Después de la grabación de la película el grupo se desintegro, Ramiro se dedicó a la actuación convirtiéndose en un reconocido actor de Cine y Televisión, mientras que Omar y exmiembros de otra importante agrupación de época se fusionaron para dar vida a Peste-Mutantex banda que integra las canciones de ambas agrupaciones y ha participado de innumerables conciertos y festivales con gran acogida del público.

## Alineación
- Ramiro Meneses - Voz & Batería
- Omar Alfonso Arroyave - Guitarra

## Discografía

### Álbumes de estudio
- Fetos Hijos Abortos De Puta, 1984 (casete)
- El Sistema Debe Morir. Psychophony Records, 2019

### Sencillos, EP & Demo
- Demo . 1987
- Mutantex (EP). Vinilo, 7", 2020

### Compilaciones
- PUNK MEDALLO VOL I - CON LAS UÑAS. Independiente, 1986
- PUNK MEDALLO VOL II - EL CARTEL PUNK DE MEDELLÍN. Independiente, 1988
- Rodrigo D. No Futuro (Banda Sonora Película). Producciones Tiempos Modernos, Producciones JJ Mundo, 1990